# Булус
Булус (якут. Булуус) — село в Намском улусе Якутии России. Административный центр и единственный населённый пункт Тюбинского наслега. Население — 382 чел. (2021), большинство — якуты .

## География
Село расположено в пределах Центрально-Якутской равнины, в долине Энсиэли, на левом берегу реки Лена.
Уличная сеть
Девять улиц:ул. Кытыл, ул. Лесная, ул. Молодёжная, ул. Н.Охлопкова, ул. Набережная, ул. Северная, ул. Центральная, ул. Юбилейная, ул. Южная
Географическое положение
Расстояние до улусного центра — село Намцы — 77 км..
Климат
Средняя температура января −42 °C, июля +17…+18 °С. Осадков выпадает около 200—250 мм в год.

## История
Согласно Закону Республики Саха (Якутия) от 30 ноября 2004 года N 173-З N 353-III село возглавило образованное муниципальное образование Тюбинский наслег.

## Население
| 2002 | 2010 | 2012 | 2013 | 2014 | 2015 | 2016 | 2017 | 2018 | 2019 | 2020 |
| ---- | ---- | ---- | ---- | ---- | ---- | ---- | ---- | ---- | ---- | ---- |
| 405  | ↗408 | ↘392 | ↘384 | ↘373 | →373 | ↗392 | ↗394 | ↘386 | ↗397 | ↘381 |
| 2021 |      |      |      |      |      |      |      |      |      |      |
| ↗382 |      |      |      |      |      |      |      |      |      |      |

Национальный состав
Согласно результатам переписи 2002 года, в национальной структуре населения якуты составляли 87 % от общей численности населения в 405 чел..

## Инфраструктура
Животноводство (мясо-молочное скотоводство, мясное табунное коневодство, клеточное звероводство).
Клуб, средняя общеобразовательная школа, учреждения здравоохранения и торговли.
Почтовое отделение 678397 (ул. Центральная, 20).

## Транспорт
98К-005 Нам Якутск — Намцы — Булус.